# Peaches (canción de Jack Black)
«Peaches» es una canción del actor y músico estadounidense Jack Black, lanzada como sencillo el 7 de abril de 2023. La canción fue escrita como parte de la banda sonora de Super Mario Bros.: La película, en la que el personaje de Black, Bowser, interpreta la balada de piano para confesar en secreto su amor por la Princesa Peach (Anya Taylor-Joy). La canción debutó en la lista Billboard Hot 100 de Estados Unidos en el número 83, convirtiéndose en el primer sencillo en solitario de Black en entrar en dicha lista. La versión en español para el público hispanohablante es interpretada por Héctor Estrada.

## Concepto
El fondo musical de Bowser no estaba presente en el primer borrador de la película. Aaron Horvath, uno de los codirectores, declaró a GameSpot que quería un Bowser musical, pero planeó un tema más metalero en la línea de Tenacious D. Tras darse cuenta de que sería aburrido que Bowser se limitara a decir «Amo a la Princesa Peach», Horvath decidió contar la canción a través de una balada. La maqueta original se grabó con Eric Osmond a la voz. Dos días después, Black completó la grabación final de la canción con una pista de piano original de su pianista.

## Vídeos musicales
La canción recibió dos vídeos musicales oficiales. El primero fue un vídeo musical de acción real dirigido por Cole Bennett. El vídeo muestra a Black con un traje inspirado en Bowser y tocando la canción al piano en una habitación con ventanas que dan a paisajes animados por ordenador de la película. El vídeo fue subido por Lyrical Lemonade el mismo día del lanzamiento del sencillo. El mismo día, se publicó un vídeo entre bastidores en el canal secundario de Lyrical Lemonade. El 10 de abril, el vídeo musical alcanzó el número 2 en la página de tendencias de YouTube.
El segundo vídeo muestra clips de Bowser interpretando la canción en su piano, así como otros clips de la película. Fue subido por Illumination el 10 de abril de 2023.

## Recepción
La canción fue considerada lo mejor de la película por varios críticos. Kristin Smith, de Pluggedin.com, alabó el vídeo musical de acción real y escribió: «Es una balada inocente y tonta... con colores llamativos y mucha diversión para (esperan) atraer a los espectadores a ver Super Mario Bros.: La película». Comic Book Resources calificó la canción como la mejor de la película, escribiendo: «Lo mejor de la canción es Jack Black, que parece estar haciendo la interpretación de su vida como el Rey Koopa enamorado». En una crítica positiva de la película, Christopher Cruz de Rolling Stone calificó la canción de «éxito», esperando que se convierta en «un elemento básico de TikTok para disgusto de los padres de todo el mundo».
Por el contrario, Kristy Puchko, de Mashable, que hizo una crítica generalmente negativa de la película, escribió: «Todas mis quejas sobre esta película se silenciaron durante los interludios en los que Black se suelta con toda su fuerza de estrella del rock para cantar "Peaches, Peaches, Peaches, Peaches, Peaches" una y otra vez». Reflexionando sobre esta y otras escenas de Bowser en la película, comentó: «...[el] equilibrio entre estupidez y diversión es perfecto». Brian Tallerico, de RogerEbert.com, un autodenominado fan de Mario de toda la vida que criticó la película por su falta de creatividad, calificó la canción de «realmente poco inspirada», opinando que «cómo demonios una película como esta consigue un talento del rock como la mitad de Tenacious D y no le deja soltar unas cuantas melodías ingeniosas de Bowser es uno de los muchos misterios de esta película».

## Posicionamiento en listas
| Listas (2023)                      | Mejor posición |
| ---------------------------------- | -------------- |
| Australia New Music Singles (ARIA) | 19             |
| Canadá (Canadian Hot 100)          | 85             |
| Global 200 (Billboard)             | 106            |
| Irlanda (IRMA)                     | 41             |
| Países Bajos (Single Tip)          | 11             |
| Nueva Zelanda Hot Singles (RMNZ)   | 13             |
| Reino Unido (UK Singles Chart)     | 28             |
| Reino Unido (UK Indie Chart)       | 3              |
| Estados Unidos (Billboard Hot 100) | 83             |